# Giuseppe Salerno (anatomista)
Giuseppe Salerno (Palermo, 1728 – Napoli, 25 settembre 1792) è stato un medico e anatomista italiano.
Fu apprendista del principe Raimondo di Sangro di Sansevero. Per lui costruì le macchine anatomiche che sono conservate all'interno del museo della Cappella Sansevero. 
Docente della Facoltà di Medicina all’Università degli Studi di Palermo, specializzato in anatomia nel 1756 e in particolare in ricostruzioni di scheletri anatomici.